# NGC 4691
NGC 4691 is een balkspiraalstelsel in het sterrenbeeld Maagd. Het hemelobject werd op 17 april 1784 ontdekt door de Duits-Britse astronoom William Herschel.

## Synoniemen
- MCG 0-33-13
- UGCA 299
- ZWG 15.23
- IRAS 12456-0303
- PGC 43238